# Altamont (Dakota Południowa)
Altamont – miasto w Stanach Zjednoczonych, w stanie Dakota Południowa, w hrabstwie Deuel.